# Cheile Coșuștei
Cheile Coșuștei alcătuiesc o arie protejată de interes național ce corespunde categoriei a IV-a IUCN (rezervație naturală de tip geologic și peisagistic) situată în județul Mehedinți, pe teritoriul administrativ al comunei Balta.

## Localizare
Aria naturală  se află în extremitatea central-nordică a județului Mehedinți (în Podișul Mehedinți, între Munții Mehedinți și Piemontul Getic), aproape de limita teritorială cu județul Caraș-Severin și este străbătută de drumul județean (DJ671E) care leagă satul Șișești de Nadanova.

## Descriere
Rezervația naturală întinsă pe o suprafață de 50 hectare, a fost declarată arie protejată prin Legea Nr.5 din 6 martie 2000, publicată în Monitorul Oficial al României, Nr. 152 din 12 aprilie 2000 (privind aprobarea Planului de amenajare a teritoriului național - Secțiunea a III-a - zone protejate) și reprezintă o zonă de chei săpate în calcare jurasice de apele râului Coșuștea (un afluent de dreapta al Motrului), abrupturi stâncoase, grohotișuri, peșteri, doline, lapiezuri și văi, cu floră și faună specifice Podișului Mehedințean.
Aria protejată este inclusă în Geoparcul Platoul Mehedinți și se învecinează la nord-est cu Pădurea de liliac Ponoarele, iar la nord-vest cu rezervația naturală Cornetul Babelor și Cerboanei.